# 烏拉河の戦
烏拉河の戦 (ウラ-ガのたたかい / ウラ･ビラの-) は、1612年9月に勃発した、マンジュ･グルン (満洲国)とウラ･グルンとの間の戦役。ブジャンタイの傍若無人な態度に憤ったヌルハチが大軍を率いてウラに侵攻し、ウラ･ビラ (烏拉河) の西岸の五城を連続で攻略した為、ブジャンタイは舟で河に漕ぎ出で、舟上で額づき媾和を求めた。ヌルハチは人質として自らの子を差し出せと言い置き、ウラ･ホトン (烏拉城) 附近に砦を構え、監視兵を置いて撤兵した。

## 伏線
万暦36 (1608) 年、弱体化したウラの討伐を図るマンジュ軍により、難攻要塞イハン山城が陥落した。(→ 詳細：宜罕山城の戦)
万暦39 (1611) 年8月19日、東海クルカ地方のジャクタ領民がマンジュに帰順した為、ヌルハチは甲冑30を下賜した。しかし同領民は下賜された甲冑をウェジのサハリヤン領民に渡し、木に懸けて矢の的にさせ、更にブジャンタイからウラへの従属を条件に疋布を受け取った。
12月、ヌルハチは、ドンゴ氏ホホリ、ニョフル氏エイドゥ、フルハンの三人に兵2,000を率いてクルカ地方を征討させ、ジャクタ･ホトンを包囲して三日に亘り降伏勧告したが承服せず、城を陥落させて兵1,000を殺害、領民家畜2,000を接収した。近辺の村落も投降し、二人の路長および領民500戸を連行して帰還した。

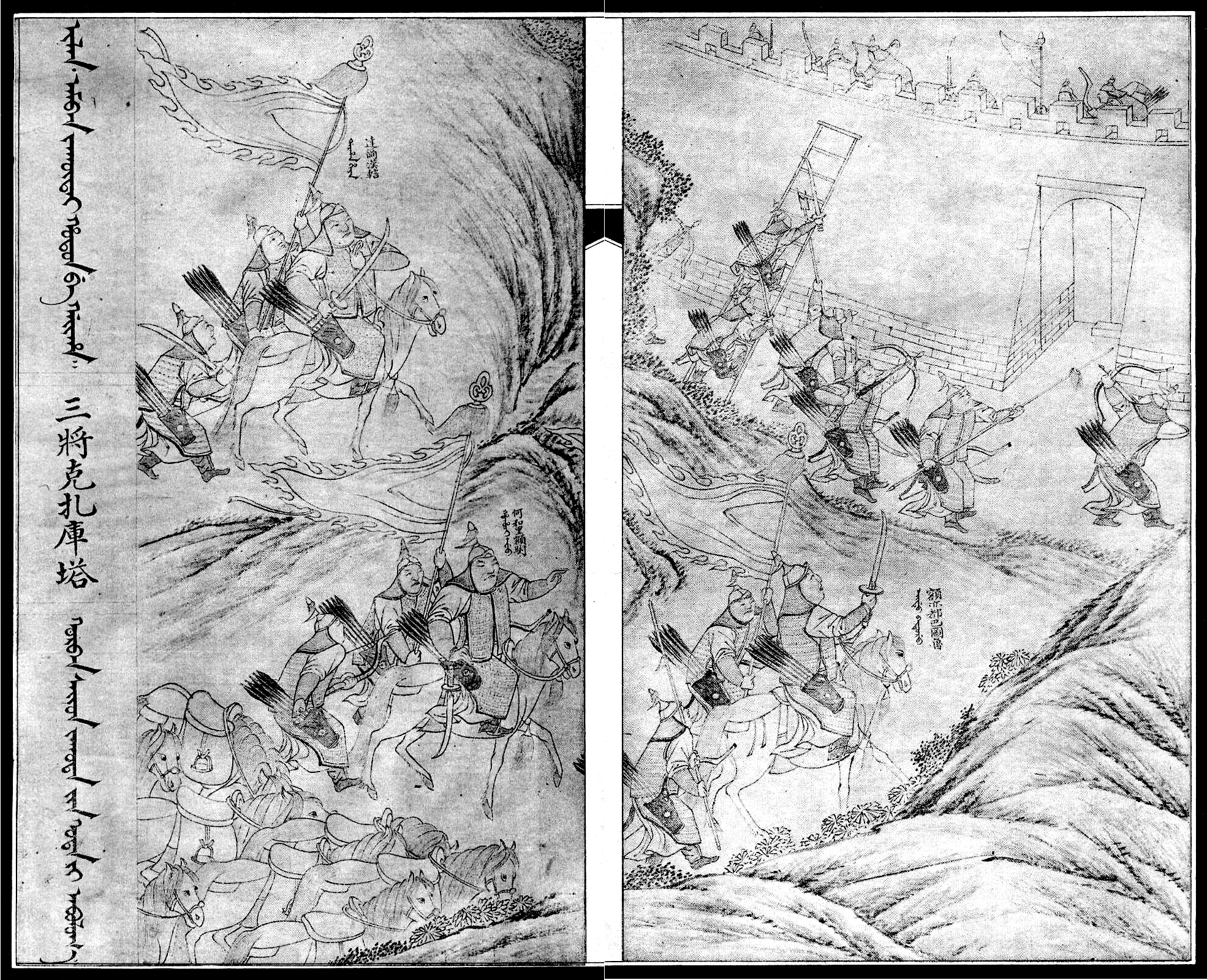
図：「三將克扎庫塔」(左上：ダルハン･フルハン、左下：ホホリ、右下：エイドゥ)

万暦40 (1612) 年4月、蒙古ホルチン部のミンガンに端整な娘がいると聞いたヌルハチは、使者を遣って婚姻の希望を伝えた。娘は已に婚約していたが、九国聯合に参与した (古勒山の戦) ことへの償いからミンガンは婚約を破談させ、その20歳の娘を連れて、54歳の誕生日を迎えたヌルハチに謁見した。ヌルハチは大酒盛りを振まって祝言を挙げた。
9月、ウラ国主・ブジャンタイがクルカ地方を二度に亘って襲撃し、ヌルハチに征討された領地を奪回、領民を拉致、物資を掠奪した。一方で、イハン山城の戦後に使者を捕えヌルハチに引渡したことを、イェヘに謝罪した上で、イェヘと関係修復を図り、また、蒙古ホルチン部のジャイヅァン･ベイレ、ウンガダイ･ベイレとの関係を強化し、軍事同盟を締結した。更にヌルハチが結納したイェヘ国主ブジャイの娘を横取りしようと画策し、挙げ句の果てには妻オンジェ (ヌルハチ姪) を的にして鏑矢を放った。ヌルハチは以上を聞いて愈々以て憤激した。

## 経過
万暦40 (1612) 年9月22日、怒り心頭のヌルハチが出兵。 
9月29日、兵20,000 (30,000とも)と共にウラに到着し、ウラ･ビラ (烏拉河) 西岸に沿って進軍した。ウラ国主ブジャンタイはイェヘ、ホルチンに援軍を要請しておいて、自ら兵を率いて東岸に現れたが、既に烏碣岩とイハン山城で二度惨敗していたウラ軍の士気は動 (やや) もすると沈みがちで、闘志に缺けていた。。しかしヌルハチは攻撃に移ろうとも東岸に渡ろうともせず、兵を派遣して西岸の五城 (六城とも)を立て続けに攻略させ、ウラ･ホトン (烏拉城) 西門から二里の距離にある金州という城に、ウラ･ビラを隔てて兵営を設置した。 

10月1日、ヌルハチが牛を生贄に軍旗を祭ると、ウラ･ホトンの北側、日出の方向から日没の方向へ、青白い筋が現れた。その後、マンジュ軍は金州城に駐箚して、老若男女問わず見つければ直ちに殺戮し、三日かけて周辺の穀物を焼き尽くした。この期間、ウラ軍は日中は外でマンジュ軍と対峙し、夜になると城内に引っ込んだ。ヌルハチの五子・マングルタイと八子・ホンタイジが痺れを切らし、即時攻撃を主張すると、ヌルハチ諫めて曰く、 
汝等水を水の面汲むが如く言ふこと勿れ、底を浚ふこと言ふ可きか、大いなる木を乃ち砌らば折れなんや、斧もて切りてかすり取り細くなして砌らば折るゝならめ。力同じき大國を一度に滅さましとすれど滅びなんや。外の國を盡く削り取らまし。大城ばかりひとり殘りて外の國皆取られ奴僕滅びなば主如何にしてあらん。部下滅びなば貝勒ベイレ如何にして生きん。(『滿洲實錄』) 

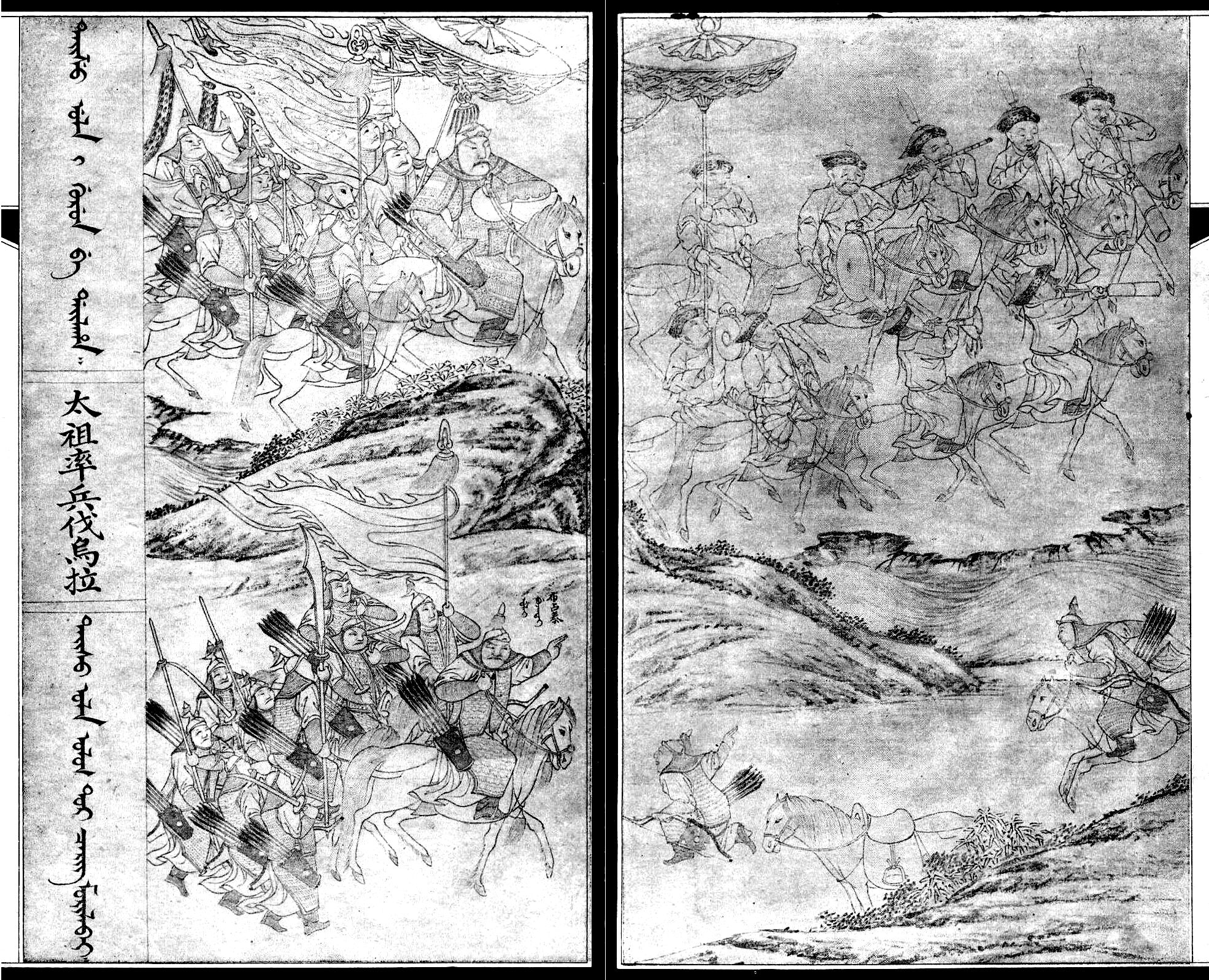
図：「太祖率兵伐烏拉」(ウラ･ビラが左右に走り、左上にヌルハチ、左下にブジャンタイ。)

10月4日、焼き討ちから兵が戻ると、マンジュ軍がフルハという部落の渡し場に兵営を張り始めた。ブジャンタイは配下のウバハイを舟に乗せ講和に向かわせた。ウバハイ曰く、
父汗ハーン怨み怒發して兵來たりしならめ、父汗ハーンの怒生じけるもの止みたるにぞ、一言を言ひて行くべかりしか。(『滿洲實錄』)
ブジャンタイが三度派遣するも、しかしヌルハチに応じる気配なし。ブジャンタイはそこで六人の側近を従え自らも舟に乗って漕ぎ出で、舟の上で額づきながらヌルハチに媾和を求めて曰く、
ウラの国は、即ち父汗ハーン、汝の国ぞ。ウラの穀は、即ち父汗ハーン、汝の穀ぞ。穀に火放つを息むべきにや。(『滿洲老檔』)
ヌルハチは馬の腹に水があたるまで河の中へ進み出で、ブジャンタイのこれまでの罪状について詰って曰く、
布占泰ブジャンタイ汝を吾戰に擒へ殺さんずる身を養ひて放ち遣し烏拉の國に主となせり。吾が三人の女を汝に妻とし與へき。天を高く地を厚くと七度誓ひける言葉を變へて、吾が屬なる瑚爾哈の地方を二度襲ひて掠め行きぬ。吾が結納與へて聘きける葉赫イェヘの女を布占泰ブジャンタイ汝奪ひて娶ると言へり。或ゐは又吾の女を鏑箭もて射たり、吾が子を他の國に送れば主の福金となりて過ぐさばやとて與へしならめ、汝を (して)ママ鏑箭もて射ま欲しくば射ましめんとて與へしことかや。吾が子惡ろき罪為さば吾に來たり告ぐべき。

天より降りたる愛親覺羅アイシンギオロ姓の人に手及びしためしを汝出だせ。百代を知らざらんも、十代より此の方汝知らずしてありや。吾が愛親覺羅アイシンギオロ姓の人に手及びしためしあらば、布占泰ブジャンタイ汝是たるべし。吾が兵來たれるもの非なるに違ひなし。手及びしためしなくば、布占泰ブジャンタイ汝何の故に我が子を鏑箭もて射たるか。この鏑箭もて射たる名を吾胸に懷きて留らんや。死なば持ち行かんか。古の人の言へることに、「名折らんよりも寧ろ骨斷て」と云ひてあり。この戰を吾愛で喜こびて來けるものならず、吾が子を鏑箭もて射たりと聞き、これに怨みて吾れ自ら兵擧げ來けるものこれぞかし。(『滿洲實錄』)

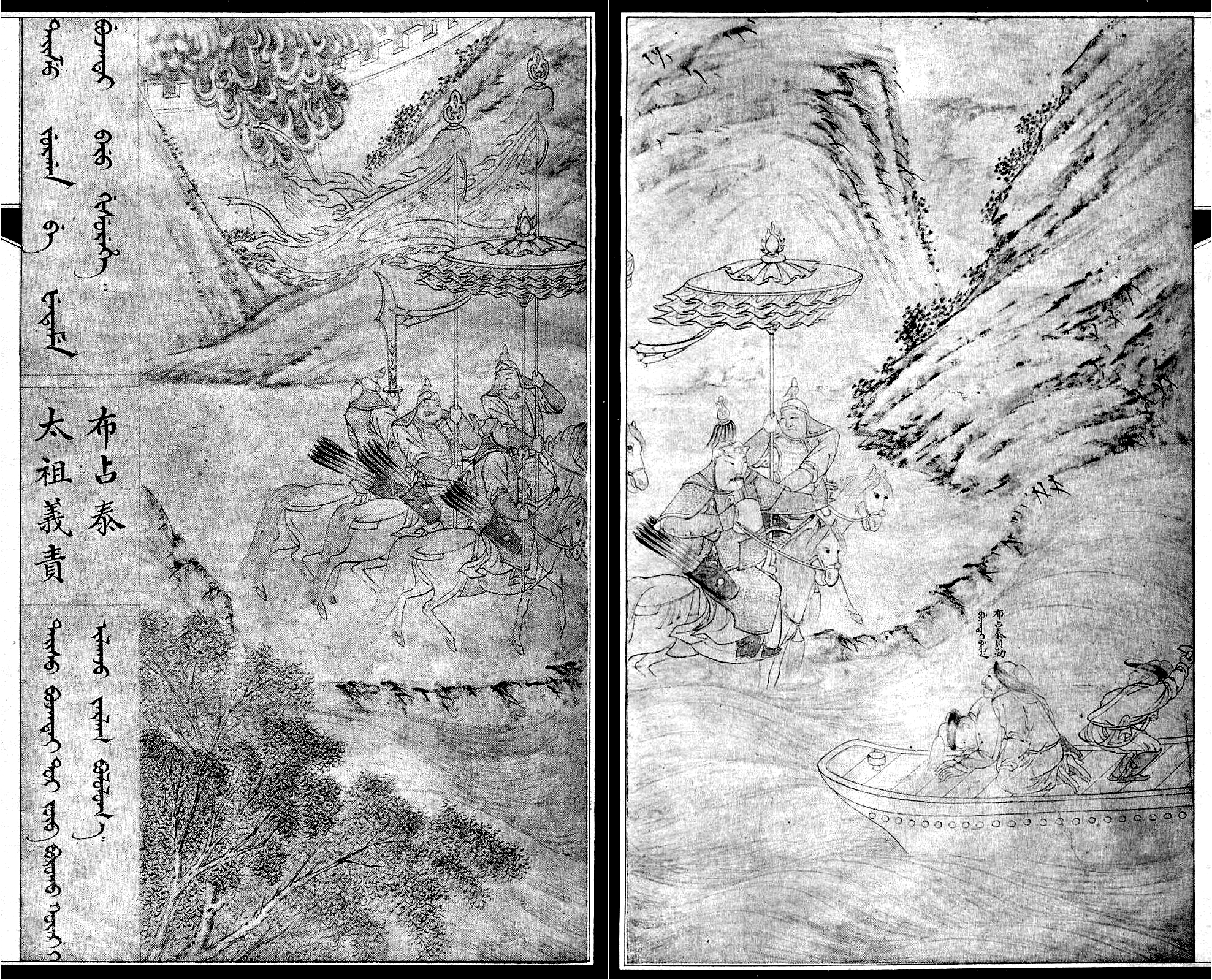
図：「太祖義責布占泰」(右中：ヌルハチ、右下：ブジャンタイ。左上で城塞が燃えている。)

ブジャンタイ詭弁を弄し無実を主張して曰く、
吾等が父子を惡ろく爲さましと人讒言するならめ、汝の子を鏑箭もて射、汝の聘きける女を吾娶ると言ひてしあらば、上天あり、吾水の上に立ちてあり、水の主龍王誤たんや。その言葉皆虚りにぞ。(『滿洲實錄』)
ラブタイというブジャンタイの大人の一人が横槍を入れて曰く、
汗ハーン汝のかく怨める處あらば一人を使遣して問ふ可かり。(『滿洲實錄』)
ヌルハチ答えて曰く、
拉布太ラブタイ、汝の如き者吾になからんや。吾が子を鏑箭もて射たるを汝なしとは云ふか。吾が聘きたる女を奪ひて娶らましと言ひけるものを虚りと云ふか。虚りならば吾實を質して問うぞかし、實の處に吾何の故に言問はん、この河又氷張らざる法ありや。吾汝に今ひとたび臨み來たらざる道ありや。拉布泰ラブタイ、汝吾が劒を受けて取り得るか。(『滿洲實錄』)
ブジャンタイはヌルハチの返答を聞いて驚懼し、ラブタイを制止した。ブジャンタイの弟・カルカマが寛容を乞いて曰く、
汗ハーン寛きを思はば一言を定めて行く可きか。(『滿洲實錄』)
ヌルハチ答えて曰く、
吾が子を鏑箭もて射たず吾が聘きたる女を娶らましと云ひしものに非ざること眞なりと云はば、布占泰ブジャンタイ、汝の子等大人共の子等を質とし齎しけるときは汝眞なるに違ひなし、子等を質として齎さざれば、吾汝に信置かず。(『滿洲實錄』)

## 余波
ブジャンタイの息子と側近の息子をマンジュへ人質として送ることを媾和の条件に言い置き、ヌルハチは兵営に引き返した。この時ちょうどホルチン部の援軍が向っていた為、ヌルハチは大勢と鉾を交えることを避け、ブジャンタイの媾和を受け入れたのだった。その後ヌルハチはウラに五日滞在し、オルホンという部落のイマフという嶺に木の砦を儲けて、兵1,000を監視として駐屯させ、撤兵した。媾和はヌルハチの緩兵の計と考えられ、三箇月後には、精鋭を揃えたヌルハチがウラ･ホトン (烏拉城) を襲撃した。
また、この戦役はホンタイジにとっての初陣で、ヌルハチの説いた「伐木」戦術は強い印象を遺したらしく、即位後の明朝との戦役においてもこの説諭を意識し、更にそれを参考に自らの「剪枝」戦術を生み出した。